# 柘皋河
柘皋河，古称石梁河、橐皋河，得名自流经的柘皋镇，流域分布于安徽省肥东县、巢湖市境内，是巢湖东半湖最大的入湖支流。干流发源于浮槎山东麓烟头山地区，上游段至柘皋镇北侧的芝麻嘴，纳陈桥河来水后为下游，至中垾镇东部的河口村入湖，全长37公里，流域面积540平方公里。较大支流包括夏阁河、沙坝河、远景河、陈桥河、秦桥河、兴坝河、金平河等。